# Кузнецова, Нина Петровна
Нина Петровна Кузнецова (28 декабря 1926, Иркутск — 23 октября 2021) — доктор медицинских наук (1974), профессор кафедры дерматовенерологии и почётный профессор Иркутского государственного медицинского университета, заслуженный деятель науки Бурятии, заслуженный врач РФ.

## Биография
Родилась в городе Иркутске в семье врачей. Мама Нины Петровны, Маргарита Петровна Кузнецова-Мациевская работала заведующей кафедрой акушерства и гинекологии Иркутского медицинского института, а папа — Пётр Прокопьевич Кузнецов — ассистентом этой кафедры совмещая её с должностью главного врача центрального родильного дома г. Иркутска.
Безусловно, семейные традиции не могли не повлиять на выбор жизненного пути, приведшего Нину Петровну в стены Alma mater — Иркутский государственный медицинский институт.
После окончания Иркутского медицинского института была зачислена в клиническую ординатуру на кафедру кожных и венерических болезней, где она на протяжении 48 лет работала последовательно ассистентом, доцентом, заведующей кафедрой дерматовенерологии с 1972 по 2005 гг., а в последнее время — профессором кафедры.
В 1963 году Н. П. Кузнецова защитила кандидатскую диссертацию на тему: «Ближайшие и отдалённые результаты лечения капиллярных ангиом радиоактивным фосфором». В 1974 году защитила докторскую диссертацию — «Поздняя кожная порфирия — полисистемное заболевание», в 1975 году ей присвоено учёное звание профессора, а на торжественном собрании по случаю Юбилея ВУЗа 29 октября 2004 г. — звание почётного профессора ИГМУ.
Основные научные направления Н. П. Кузнецовой касаются патогенеза и терапии хронических дерматозов, в том числе поздней кожной порфирии. По этой проблеме выполнена 1 докторская и 5 кандидатских диссертаций. Издана монография «Порфирии». Всего под руководством Н. П. Кузнецовой подготовлено 2 доктора и 11 кандидатов медицинских наук, в числе которых и её сын Александр Юрьевич Чащин, работающий ассистентом кафедры дерматовенерологии ИГМУ и продолжающий научное направление по проблеме порфирий и фотодерматозов.
Н. П. Кузнецова имела более 350 опубликованных работ, в том числе 5 монографий, в зарубежной печати — 16 работ. Издано 6 сборников научных работ, проведено 3 Всероссийских научно-практических конференции врачей дерматовенерологов.
Н. П. Кузнецова участвовала в работе международных конгрессов и выступала с докладами в Японии, Франции, Индии, Монголии, а также на различных Всесоюзных, Российских и региональных съездах и конференциях.
В 2004 г. Н. П. Кузнецова награждена медалью «За заслуги перед Российской дерматовенерологией». С 1974 г. она являлась председателем Иркутского регионального отделения общества дерматовенерологов, была членом президиума правления Всесоюзного общества, членом проблемной комиссии МЗ РФ и Научного Совета. В 2000 году избрана почётным членом научного общества дерматологов Монголии. Являлась членом Европейского общества дерматологических исследований.
Н. П. Кузнецова оказывала лечебно-консультативную помощь не только жителям г. Иркутска и Иркутской области, но и населению Бурятии, Монголии.
Скончалась 23 октября 2021 года.